# Ivachnová
Ivachnová (hongrois : Ivachnófalu) est un village de Slovaquie situé dans la région de Žilina.

## Histoire
La première mention écrite du village date de 1469.

## Démographie

### Évolution de la population
| Année:               | 1994. | 2004.   | 2014.   | 2024.    |
| -------------------- | ----- | ------- | ------- | -------- |
| Nombre de personnes: | 475   | 500     | 581     | 760      |
| Différence:          |       | +5,26 % | +16,2 % | +30,80 % |

| Année:               | 2023. | 2024.   |
| -------------------- | ----- | ------- |
| Nombre de personnes: | 728   | 760     |
| Différence:          |       | +4,39 % |